# فب‌لب
فب‌لب (fablab) یک آزمایش‌گاه کوچک ساخت دیجیتال است.
یک فب‌لب به‌طور کلی مجهز به مجموعه‌ای از ماشین‌های ساخت دیجیتال است که برای کار با طیف وسیعی از مواد و مصالح و برای رسیدن به هدف ساخت «تقریباً هر چیزی» و پژوهش در حوزه ساخت به کار می‌رود. در واقع در فب‌لب‌ها فناوری ساخت دیجیتال به کمک ساخت نمونه‌های اولیه، تولیدات محدود و حتی تولید انبوه می‌آید.
اگرچه فب‌لب‌ها قدرت رقابت با تولیدات انبوه و صنایع ساختی حرفه‌ای را ندارند، اساساً به دنبال این نیز نیستند. ف‌لب‌ها نشان داده‌اند که پتانسیل لازم برای توان‌مندسازی افراد خلاق، دانش‌جویان و متخصصان طراحی، مخترعین و صاحبان ایده و … را دارند تا آن‌ها بتوانند دست‌گاه و ابداعات هوش‌مندانه و خلاقانهٔ خود را به ظهور برسانند. به این ترتیب فب‌لب‌ها حتی در تولید محدود خلاقیت‌ها و نوآوری‌ها با توجه به اولویت‌ها و امکانات محلی و شرایط خاص استارت‌آپها، بر صنایع بزرگ و تولید انبوه برتری دارند.
حرکتی که تحت عنوان جنبش فب‌لب‌ها در جریان است با موضوعاتی نظیر جریان خودت انجام بده، سخت‌افزارهای متن باز و جنبش‌های متن باز و نیز اشتراک دانش و تکنولوژی هم‌راهی ملموس دارد.

## تاریخچه
برنامه فب‌لب به‌طور گسترده برای اشتراک داده‌های فن‌آورانه و امکان‌سنجی ورود فناوری‌های نوین ساختی به پاسخ‌گویی نیازهای عینی جامعه و گسترش طراحی راه‌اندازی شد. این برنامه در آغاز در قالب یک هم‌کاری میان گروه اختراع مردمی و مرکز بیت و اتم در آزمایشگاه رسانه‌ای در موسسه تکنولوژی ماساچوست و با کمکی مالی از بنیاد ملی علوم آمریکا (واشینگتن دی سی) در سال ۲۰۰۱ شروع به کار کرد.
با وجود این که کمی بعد گروه اختراع مردمی در آزمایش‌گاه رسانه‌ای ام‌آی‌تی به فعالیت خود خاتمه داد و مرکز بیت و اتم اگرچه به تحقیقات در حوزه‌های مرتبط با ساخت دیجیتال ادامه می‌دهد، اما مدیریت فب‌لب‌ها در جای‌جای جهان به‌طور مستقیم توسط این مرکز اداره نشد. طرح کلی فب‌لب‌ها هم‌چنین برگرفته از کلاس محبوبی در دانش‌گاه فنی ماساچوست (MAS.863) با عنوان "چگونه (تقریباً) هر چیزی را بسازیم!؟" است؛ این کلاس هنوز هم در ترم‌های پائیزی ارائه می‌شود.

## پروژه‌ها و دست‌گاه‌های متداول
فب‌لب‌ها در زمینه دست‌گاه‌های ساخت انعطاف‌پذیری زیادی دارند. تجهیزات یک فب‌لب می‌تواند شامل:
- معمولاً یک یا چند دست‌گاه نمونه‌سازی سریع: مثلاً چاپگرهای سه‌بعدی در فناوری‌های گوناگون FDM, SLA و …
- ماشین‌آلات سی‌ان‌سی ۳ محوره یا بیش‌تر: با کنترل رایانه‌ای که به منظور فرز کاهشی یا برش از آن‌ها استفاده می‌شود.
- چاپ‌گرهای سوراخ‌کاری و برش مدارات الکتریکی: که با دقت بالا برای ساخت مدارات الکتریکی از بوردهای الکتریکی مسی استفاده می‌شود[۶]
- ریزپردازندهها و تجهیزات طراحی الکترونیکی و مونتاژ و تست
- تجهیزات برش برای مواد ورقه‌ای: برش لیزر، برش پلاسما، واترجت با برش با تیغ

### پروژه‌های فب‌لب
فب‌لب‌ها پروژه‌های متعددی نیز در راستای فعالیت‌های حرفه‌ای، آموزشی و پژوهشی خود در زمینه طراحی و ساخت دیجیتال انجام می‌دهند که از آن جمله می‌توان به موارد زیر اشاره کرد:
- پروژه‌های تحقیقاتی: پروژه‌های بزرگ ساختی، مطالعاتی و برنامه‌های بزرگ منطقه‌ای نظیر FabFi و …
- فب حرفه‌ای: ساخت حرفه‌ای در مقیاس نمونه‌سازی، تولید محدود محدود و تولید انبوه تقریباً هرچیز!

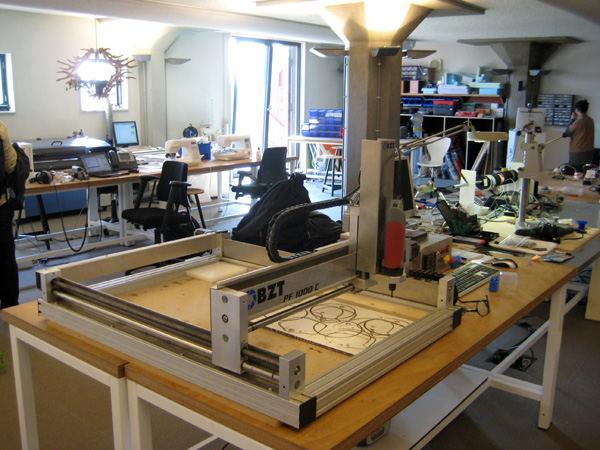
فب‌لب آمستردام در وگ‌سوساییتی

- ارائه خدمات دست‌گاهی: کاربست تخصصی دست‌گاه‌های ساخت دیجیتال به منظور کمک به تحقق ایده‌های خلاقانه و پاسخ به نیازهای ساختی دانش‌جویان و متخصصان طراحی و هنرفب‌لب آمستردام در وگ‌سوساییتیکارگاه‌های تخصصی آموزشی: دوره‌های آموزشی و کارگاه‌های تجربی دانش‌گاهی و آزاد با گرایش‌های تخصصی ساخت دیجیتال
- روزهای باز: طراحی برنامه‌های برای استفاده آزاد، رایگان و نیمه رایگان خدمات سخت‌افزاری و توانایی‌های نرم‌افزاری فب‌لب به عموم جامعه
- فب کودکان: دوره‌های آموزشی و فرصت‌های تجربی ساخت دیجیتال برای کودکان
- فب دوره‌گرد: استقرار موقت دست‌گاه‌های ساخت دیجیتال در تجمعات شهری به منظور ترویج پارادایم نوین ساخت در جامعه
- دوره‌های آموزشی فب آکادمی: گردهمایی سالیانه فب‌لب‌های جهان به منظور انتقال تجربیات و هماهنگی بیش‌تر جهانی برای توسعه جریان ساخت دیجیتال

## فهرست فب‌لب‌ها
دانش‌گاه MIT تا سال ۲۰۱۴ فهرستی از فب‌لب‌های سراسر جهان را ذخیره کرده‌است. امروزه در تمام قاره‌های جهان فب‌لب وجود دارد. در حال حاضر از سپتامبر ۲۰۱۵ فهرستی آنلاین از فب‌لب‌های جهانی در قالب سایت fablabs.io وجود دارد که ۱۰۷ فب‌لب در ایالات متحده و کانادا و ۲۷۰ فب‌لب در اروپا (و در مجموع در کل جهان ۵۶۵ فب‌لب) را نمایه کرده‌است. متأسفانه سامانه مذکور به دلیل طول مدت به روزرسانی هنوز دربردارنده همه فب‌لب‌های دنیا نیست و تعداد واقعی فب‌لب‌های جهان بیش‌تر از تعداد نمایه‌شده‌است.

## فب‌لب در ایران

فب‌لب ایران در پارک فناوری پریس؛ تهران

در حال حاضر هنوز مقوله فب‌لب‌ها در ایران مانند ایالات متحده و کشورهای اروپایی همه‌گیر نشده‌است اما پیش‌بینی می‌شود ظرف چند سال آینده رشد چشم‌گیری در جریان فب‌لب در ایران را شاهد باشیم. در حال حاضر فب لب ایران (مرکز نمونه‌سازی و ساخت دیجیتال) به عنوان تنها فب‌لب فعال در ایران فعالیت دارد و جریان فب ایران را راه‌بری می‌کند. از جمله فعالیت‌های ترویجی آموزشی این دو آزمایش‌گاه می‌توان به سری کارگاه‌های آموزشی فب‌لب، دوره آموزشی بایوهک، کارگاه پانل‌سازی با تکنیک لولا و نیز کارگاه بستاروند؛ نکسورید در دانش‌گاه تهران و با هم‌کاری قطب علمی فناوری معماری دانش‌گاه تهران اشاره کرد.